# Сайпа (футбольний клуб)
Футбольний клуб Сайпа або просто «Сайпа» (перс. باشگاه فوتبال سايپا) — професіональний іранський футбольний клуб з міста Кередж. Команду заснувала фірма САЙПА, фірма з виробництва автомобілів. Команда ніколи не мала великої кількості вболівальників, незважаючи на певні досягнення. Має одну з найкращих молодіжних академій, яка регулярно постачає талановитих гравців для основної команди.
У сезоні 2006/07 років під керівництвом Алі Даеї здобула свій єдиний титул переможця іранської Про Ліги. «Сайпа» також двічі ставав переможцем Ліги Азадеган, а також одного разу став володарем Кубку Хазфі.
«Сайпа» — футбольна секція Культурного та Спортивного Товариства Сайпа.

## Історія

### Ранні роки
В 1989 році в компанії «Сайпа» вирішили заснувати власний футбольний клуб. Вони придбали команду, яка грала в 4 дивізіоні чемпіонату міста Тегеран та перейменували її на ФК «Сайпа». Після підвищень у класі протягом декількох сезонів команда з міста Кередж з 1991 року виступала в Другому дивізіоні. У тому ж році «Сайпа» придбала акції Вантажної компанії, а також взяла участь в першому дивізіоні чемпіонату міста Тегеран. Того ж року команда виграє чемпіонат та суперкубок Тегерану, завдяки чому отримує право дебютувати в тогочасному вищому дивізіоні чемпіонату Ірану, Лізі Азадеган.

### Ліга Азадеган
У своєму дебютному сезоні в Лізі Азадеган команда стала переможцем чемпіонату та кубку Ірану, Кубку Хазфі. 1994 році ФК «Сайпа» знову стала переможцем національного чемпіонату, продемонструвавши дуже хороші результати пртягом перших п'яти років свого існування. Після цього команда стала виступати набагато гірше й в 1995 році вилетіла до другого дивізіону, але вже наступного року знову повертається до Ліги Азадеган. Після свого повернення до вищого дивізіону команда була середняком чемпіонату, незважаючи на присутність в її складі деяких відомих футболістів.

### Іранська Гульф Про Ліга

#### Ера Алі Даеї
На рубежі століть команда демонструвала стабільні результати та продовжувала бути середняком національного чемпіонату. Після завершення кар'єри гравця легендарний іранський голкіпер Ахмад Реза Абедзаде повернувся до клубу, але тепер вже на посаду головного тренера. Проте комана під його керівництвом не досягла особливих результатів, тому керівництво клубу досить сенсаційно зуміло запросити легендарного для іранського футболу Алі Даеї. Алі перейшов до «Сайпи» з клубу «Саба Баттері». Завдяки його переходу та запрошенню новим головним тренером Вернера Лоранта команда в національному чемпіонаті фінішувала на 3-ій позиції й знову включилася в боротьбу за нові титули та трофеї. Таким чином, Алі Даеї на мажорній ноті завершив кар'єру гравця та перейшов на тренерську роботу, після того як клуб залишив Вернер Лорант. У вирішльному матчі Алі також забив м'яч. Завдяки цим успіхам Алі продовжив свій контракт, але тепер вже як головний тренер. Також його було призначено головним тренером національної збірної, але посаду головного тренера «Сайпи» до завершення сезону він так і не зміг зберегти.

#### Повернення до середини турнірної таблиці та переїзд з Тегерану
Після завоювання титулу переможця національного чемпіонату та участі в Лізі чемпіонів АФК «Сайпа» знову повернулася до звичної для себе ролі середняка іранського чемпіонату. Напередодні старту сезону 2015/16 років в Іранській Гульф Про Лізі керіництво клубу оголосило, що команда переїздить з рідного для себе Кереджу до Тегерану. «Сайпа» також здійснила декілька гучних трансферів, щоб знову повернутися на вершину іранського футболу, зокрема запросила Голамрезу Резаеї, Резу нурузі та колишнього гравця іспанської «Осасуни» Джавада Некунама.

## Досягнення
- Іранська Гульф Про Ліга
  -  Чемпіон (3): 1993/94, 1994/95, 2006/07
  -  Бронзовий призер (1): 2005/06

- Ліга Азадеган
  -  Срібний призер (1): 1996/97
  -  Бронзовий призер (1): 1999/00

- Кубок Хазфі
  -  Володар (1): 1993/94

## Статистика виступів
| Сезон   |                        | Міс.  | Кубок Хазфі     | ЛЧА               |
| ------- | ---------------------- | ----- | --------------- | ----------------- |
| 1993/94 | Ліга Азадеган          | 1-ше  | Кубок           | Не кваліфікувався |
| 1994/95 | Ліга Азадеган          | 1-ше  |                 | Другий раунд      |
| 1995/96 | Ліга Азадеган          | 16-те |                 | 1/2 фіналу        |
| 1996/97 | Другий дивізіон (Іран) | 2-ге  |                 | Не кваліфікувався |
| 1997/98 | Ліга Азадеган          | 7-ме  | Не відбувся     | Не кваліфікувався |
| 1998/90 | Ліга Азадеган          | 4-те  |                 | Не кваліфікувався |
| 1999/00 | Ліга Азадеган          | 3-тє  | 1/2 фіналу      | Не кваліфікувався |
| 2000/01 | Ліга Азадеган          | 7-ме  | 1/2 фіналу      | Не кваліфікувався |
| 2001/02 | ІПЛ                    | 11-те |                 | Не кваліфікувався |
| 2002/03 | ІПЛ                    | 6-те  |                 | Не кваліфікувався |
| 2003/04 | ІПЛ                    | 13-те | 1/2 фіналу      | Не кваліфікувався |
| 2004/05 | ІПЛ                    | 13-те | 1/4 фіналу      | Не кваліфікувався |
| 2005/06 | ІПЛ                    | 3-тє  | 1/16 фіналу     | Не кваліфікувався |
| 2006/07 | ПГК                    | 1-ше  | 1/8 фіналу      | Не кваліфікувався |
| 2007/08 | ПГК                    | 11-те | 1/16 фіналу     | 1/4 фіналу        |
| 2008/09 | ПГК                    | 10-те | 1/16 фіналу     | Не кваліфікувався |
| 2009/10 | ПГК                    | 8-ме  | Третій раунд    | Не кваліфікувався |
| 2010/11 | ПГК                    | 11-те | Четвертий раунд | Не кваліфікувався |
| 2011/12 | ПГК                    | 8-ме  | 1/16 фіналу     | Не кваліфікувався |
| 2012/13 | ПГК                    | 9-те  | 1/16 фіналу     | Не кваліфікувався |
| 2013/14 | ПГК                    | 8-ме  | 1/16 фіналу     | Не кваліфікувався |
| 2014/15 | ПГПЛ                   | 7-ме  | 1/16 фіналу     | Не кваліфікувався |
| 2015/16 | ПГПЛ                   | 8-ме  | 1/4 фіналу      | Не кваліфікувався |

## Склад команди
Станом на 1 липня 2016 року

| №  | Поз. | Нац.     | Гравець                        |
| -- | ---- | -------- | ------------------------------ |
| 1  | ВР   | Іран     | Хамед Феллахзаде               |
| 3  | ЗХ   | Бразилія | Лурівал Жуніур ді Араужу Лопеш |
| 4  | ПЗ   | Іран     | Рузбех Шахалідуст              |
| 5  | ЗХ   | Іран     | Сіамак Куруши                  |
| 6  | ПЗ   | Іран     | Мехді Бадрлу                   |
| 7  | НП   | Іран     | Алі Зейналі                    |
| 8  | ПЗ   | Іран     | Ібрагім Садегі (Капітан)       |
| 9  | ПЗ   | Іран     | Мехді Торабі U-23              |
| 10 | НП   | Іран     | Голамреза Резаеї               |
| 11 | НП   | Іран     | Алі Голізаде U-21              |
| 13 | ЗХ   | Іран     | Ібрахім Шакурі                 |
| 14 | ЗХ   | Іран     | Саеїд Лотфі                    |

| №  | Поз. | Нац.     | Гравець                            |
| -- | ---- | -------- | ---------------------------------- |
| 17 | НП   | Іран     | Масуд Хассанзаде                   |
| 18 | ПЗ   | Іран     | Хамед Ширі                         |
| 19 | ЗХ   | Іран     | Сажжад Мошкельпур                  |
| 20 | ЗХ   | Іран     | Аліреза Алізаде                    |
| 21 | ЗХ   | Іран     | Омід Халеді                        |
| 22 | ВР   | Бразилія | Алешшандру Феліпе Ольтрамарі       |
| 23 | ПЗ   | Іран     | Амін Джаваді Могадам U-21          |
| 27 | НП   | Іран     | Хоссейн Кам'яб U-21                |
| 28 | НП   | Іран     | Мохаммад Солтані Мер U-21          |
| 30 | ПЗ   | Іран     | Можтаба Рамезані                   |
| 33 | ВР   | Іран     | Мохаммад Хоссейн Акбар Монаді U-21 |

### В оренді
| № | Поз. | Нац. | Гравець                                                                           |
| - | ---- | ---- | --------------------------------------------------------------------------------- |
|   | ВР   | Іран | Мохаммад Реза Акбарі (в оренді в Трактор Сазі до завершення сезону 2016/17 років) |

## Тренерський персонал
| Посада                     | Ім'я               |
| -------------------------- | ------------------ |
| Головний тренер            | Алі Даеї           |
| Асистент головного тренера | Саеїд Раджабі      |
| Асистент головного тренера | Ахмад Сажжаті      |
| Асистент головного тренера | Фаршад Фалахатзаде |
| Тренер з фіз. підготовки   | Алі Саленія        |
| Лікар                      | Ваджолла Шешмесарі |
| Аналітик                   | Мохаммад Палізван  |
| Технічний менеджер         | Асгар Хаджилу      |
| Менеджер резервної команди | Кіануш Рахматі     |

## Відомі тренери
Наступні тренери очолювали команду з 1993 року:
| Ім'я                  | Період              | Трофеї                       |
| --------------------- | ------------------- | ---------------------------- |
| Біджан Зольфагарнасаб | 1993-97             | 2 Іран Про Ліга, Кубок Хазфі |
| Носролла Абдуллаї     | 1997-00             |                              |
| Беташ Фаріба          | 2000-01             |                              |
| Хамід Алідусті        | 2001-02             |                              |
| Джованні Меї          | 2002-03             |                              |
| Мохаммад Маєлі Коган  | 2003-04             |                              |
| Біджан Зольфагарнасаб | 2004-06             |                              |
| Вернер Лорант         | 2006                |                              |
| Алі Даеї              | 2006-08             | 1 Іран Про Ліга              |
| П'єр Літтбарскі       | 2008                |                              |
| Мохаммад Маєлі Коган  | 2008-11             |                              |
| Маджид Салех          | 2011-12             |                              |
| Моджтаба Тагаві       | 2012-13             |                              |
| Енгін Фірат           | 2013-14             |                              |
| Маджид Джалалі        | 2014-16             |                              |
| Хоссейн Фаракі        | 2016–17             |                              |
| Алі Даеї              | 2016–теперішній час |                              |